# Donaustadtbrücke
Die Donaustadtbrücke ist seit 2010 eine U-Bahn-Brücke über die Donau und die Neue Donau und verbindet den 2. Wiener Gemeindebezirk,  Leopoldstadt, mit dem 22. Bezirk, Donaustadt. Zuvor war sie 1997 bis 2006 als Straßenbrücke in Betrieb. Die Brücke verläuft stromaufwärts der Praterbrücke, der meistbefahrenen Autobahnteilstrecke Österreichs, in geringer Entfernung von ihr nahe dem Ernst-Happel-Stadion und dem Knoten Kaisermühlen der Südosttangente.

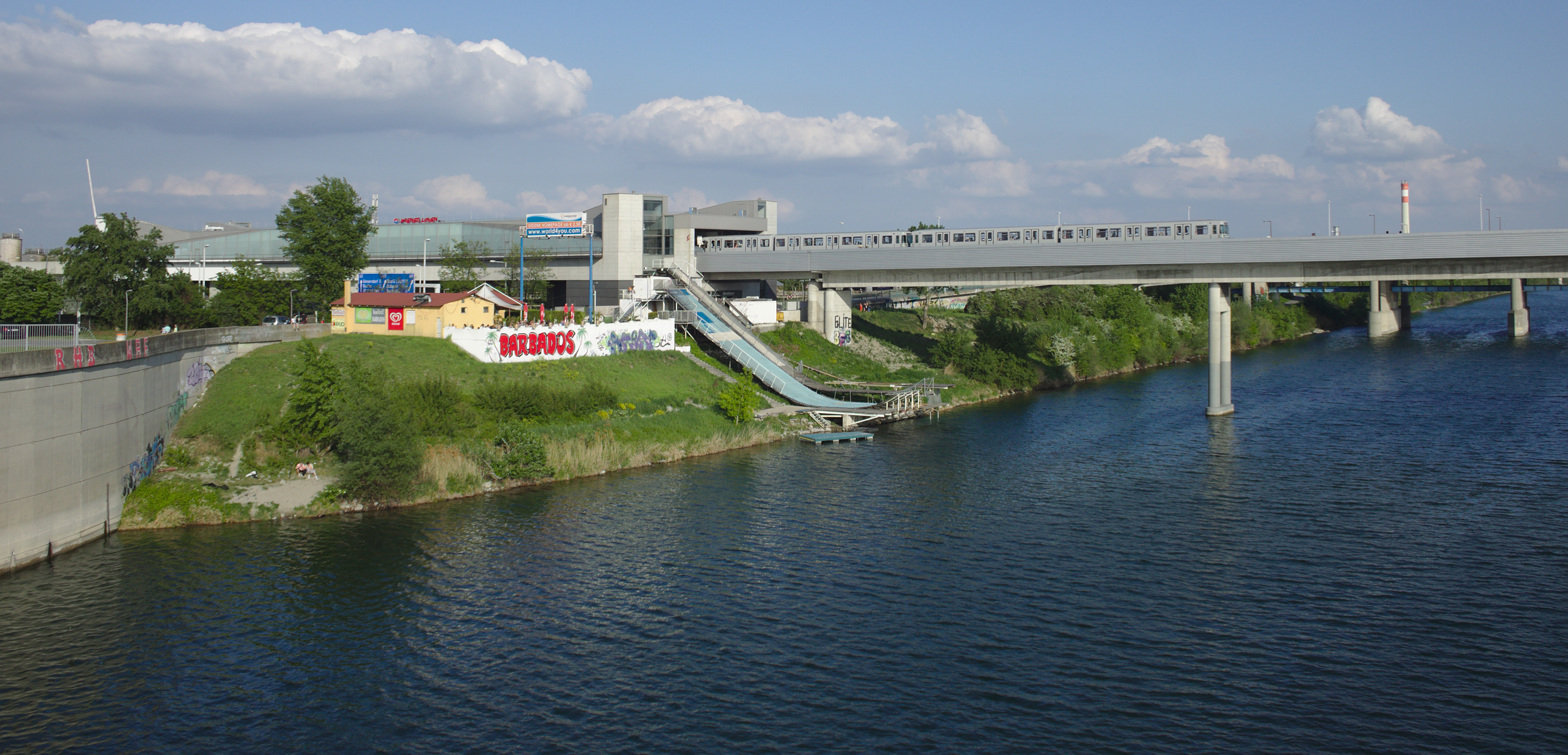
Donaustadtbrücke über der Neuen Donau

Südlich der Brücke, im 2. Bezirk, befindet sich die U-Bahn-Station Donaumarina, nördlich die Station Donaustadtbrücke im 22. Bezirk. Die Trasse der U2 wird in beiden Richtungen in Hochlage fortgeführt; die Gesamtlänge der aufgeständerten Strecke beträgt derzeit rund sechs Kilometer. Geh- und Radwege waren und sind nicht vorhanden, diese gibt es jedoch auf der benachbarten Praterbrücke.
Die Donaustadtbrücke besteht aus zwei Teilen. Das Bauwerk über die Donau ist als einhüftige Schrägseilbrücke mit einem A-Pylon ausgeführt. Der Stahlpylon mit einer Höhe von 85 Metern weist eine markante, wappenförmige Kopfausbildung auf. Die Donauinsel und die Neue Donau werden von einer Balkenbrücke überspannt. Die Konstruktion als Stahl-Schrägkabelbrücke mit einer Pylonkonstruktion stammt vom Bauingenieur Alfred Pauser in Zusammenarbeit mit den Architekten Wilhelm Holzbauer und Heinz Marschalek.

## Geschichte
1995 wurde mit dem Bau begonnen, 1997 wurde die Brücke dem Verkehr übergeben. Die Brücke diente mit zwei südwärts führenden Fahrstreifen als Umleitungsstrecke für die wegen Bauarbeiten auf insgesamt vier Fahrstreifen eingeschränkte Praterbrücke. Ab dem Jahr 1998 wurde sie ausschließlich von den Autobussen der Wiener Linien befahren, hierbei gab es eine  Fahrbahn mit einem Fahrstreifen pro Richtung.
Die Donaustadtbrücke wurde von vornherein als Bauwerk für den Ausbau der Wiener U-Bahn konzipiert. 2006 wurde die Brücke für den Autoverkehr gesperrt, in die Verwaltung der Wiener Linien übergeben und für den U-Bahn-Betrieb adaptiert. Dazu wurde unter anderem im Jahr 2008 die Anzahl der Tragseile der Brücke von fünf auf zehn Seilpaare pro Seite verdoppelt. Der Pylon war schon während der Bauzeit auf diese Verdopplung vorbereitet worden. Die Verlängerung der Linie U2 von der Station Stadion über die Donaustadtbrücke bis zur Aspernstraße wurde am 2. Oktober 2010 freigegeben. Während der Bauzeit verkehrten die Autobusse wieder über die Praterbrücke; mit der Verlängerung der U2 wurde der Busverkehr auf dieser Relation ganz eingestellt.

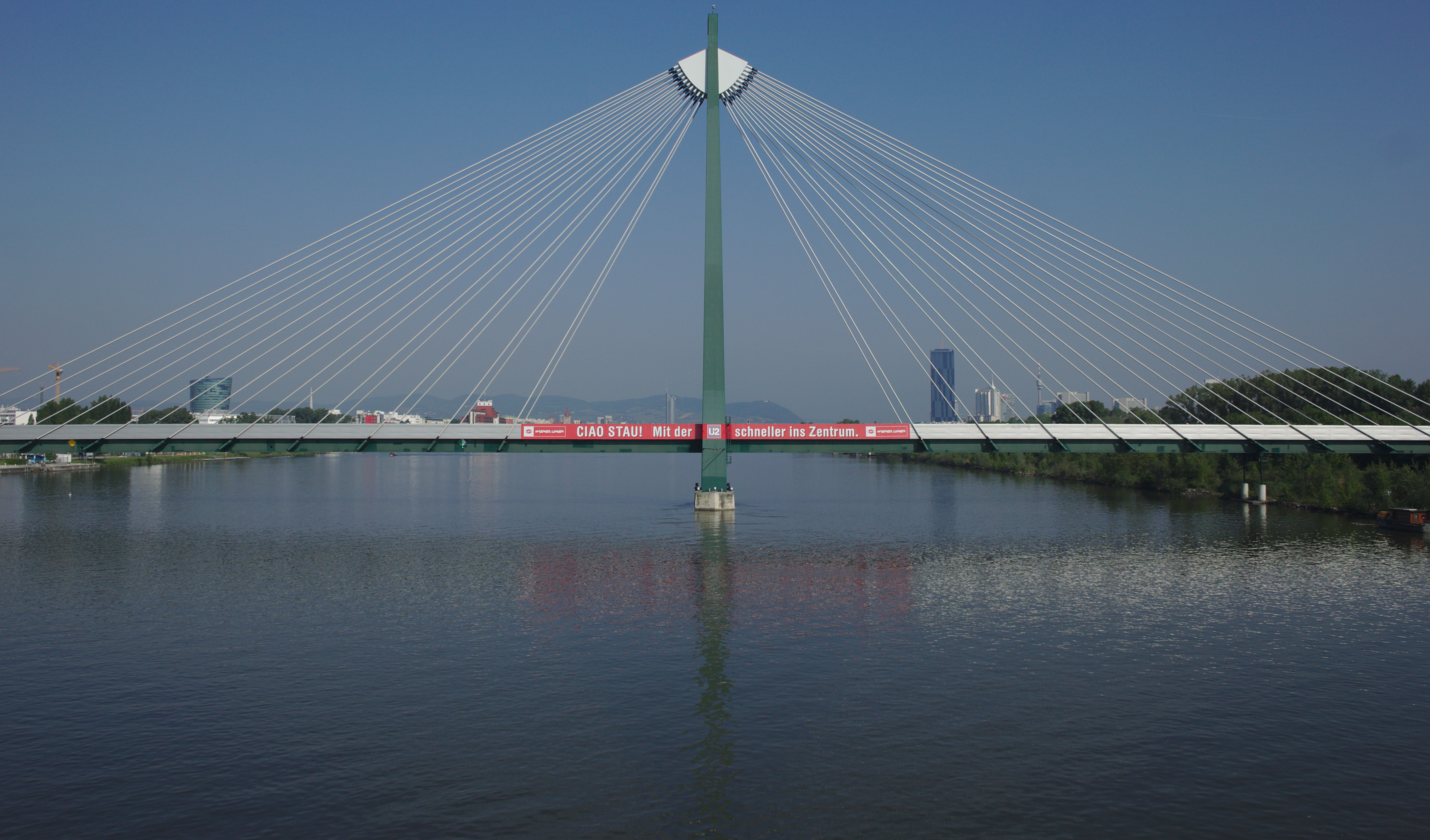
Donaustadtbrücke 2014 nach dem Umbau auf 10 Tragseilpaare pro Seite
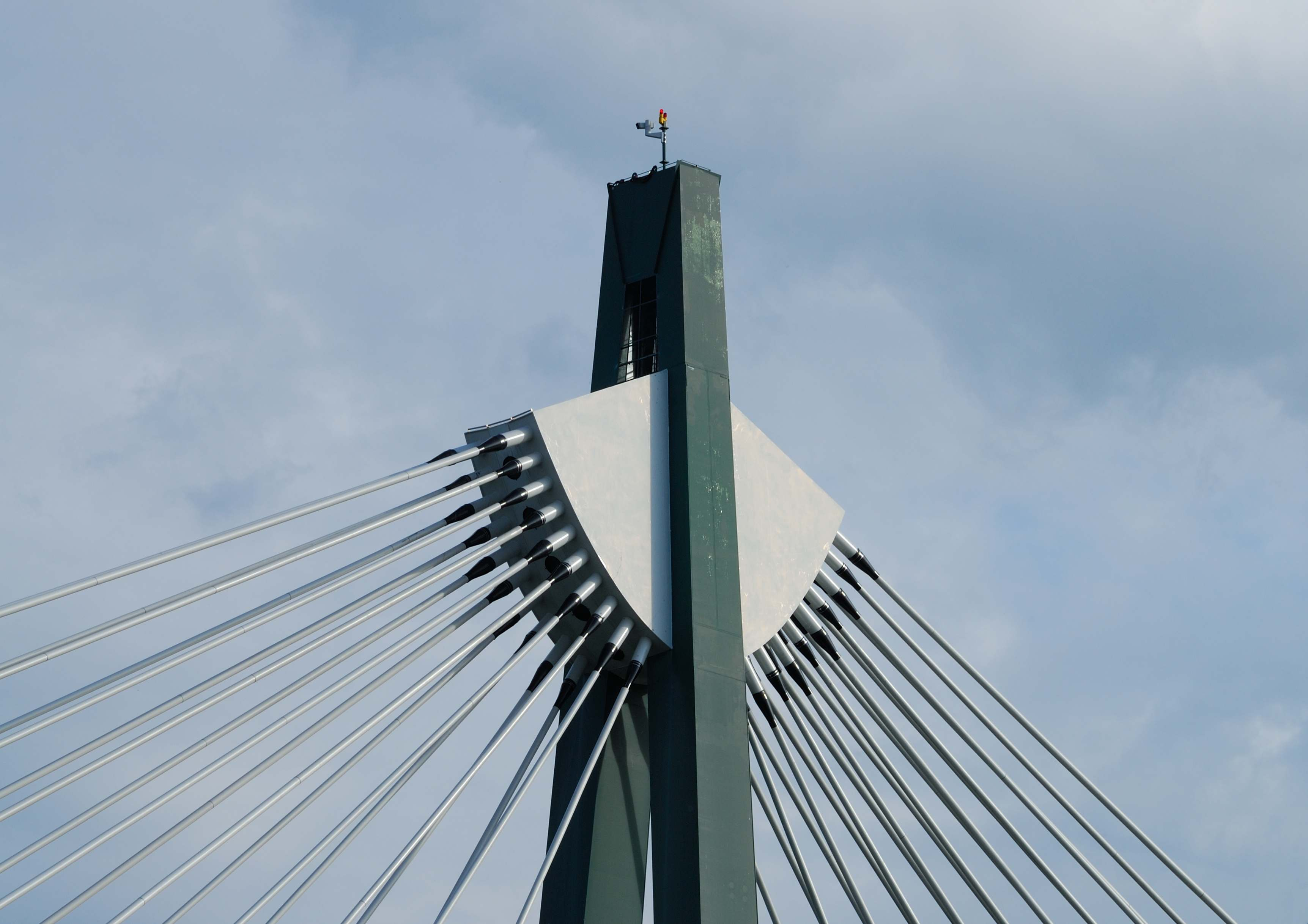
Pylonspitze nach dem Umbau
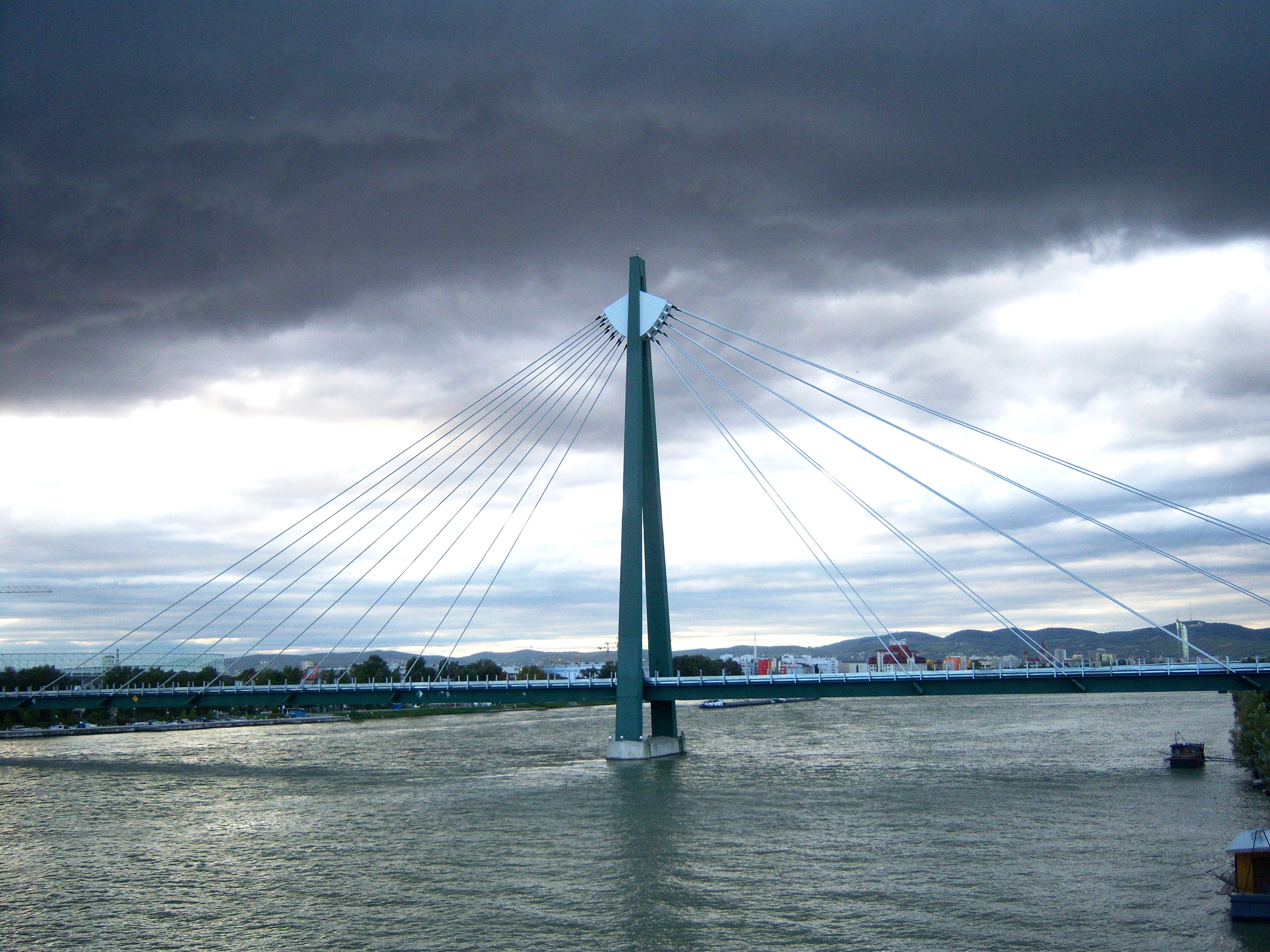
Donaustadtbrücke 2007 vor dem Umbau